# Ligyra nigripennis
Ligyra nigripennis är en tvåvingeart som först beskrevs av Friedrich Hermann Loew 1852.  Ligyra nigripennis ingår i släktet Ligyra och familjen svävflugor. Inga underarter finns listade i Catalogue of Life.